# Bahnhof Walchwil
Der Bahnhof Walchwil ist ein SBB-Bahnhof auf dem Gebiet der Gemeinde Walchwil und hat eine wichtige Funktion als Kreuzungsstelle für Züge zwischen Zug und Arth-Goldau. Neben dem Bahnhof existiert noch die Stadtbahn-Haltestelle Walchwil Hörndli auf dem Gemeindegebiet.

## Anlagen

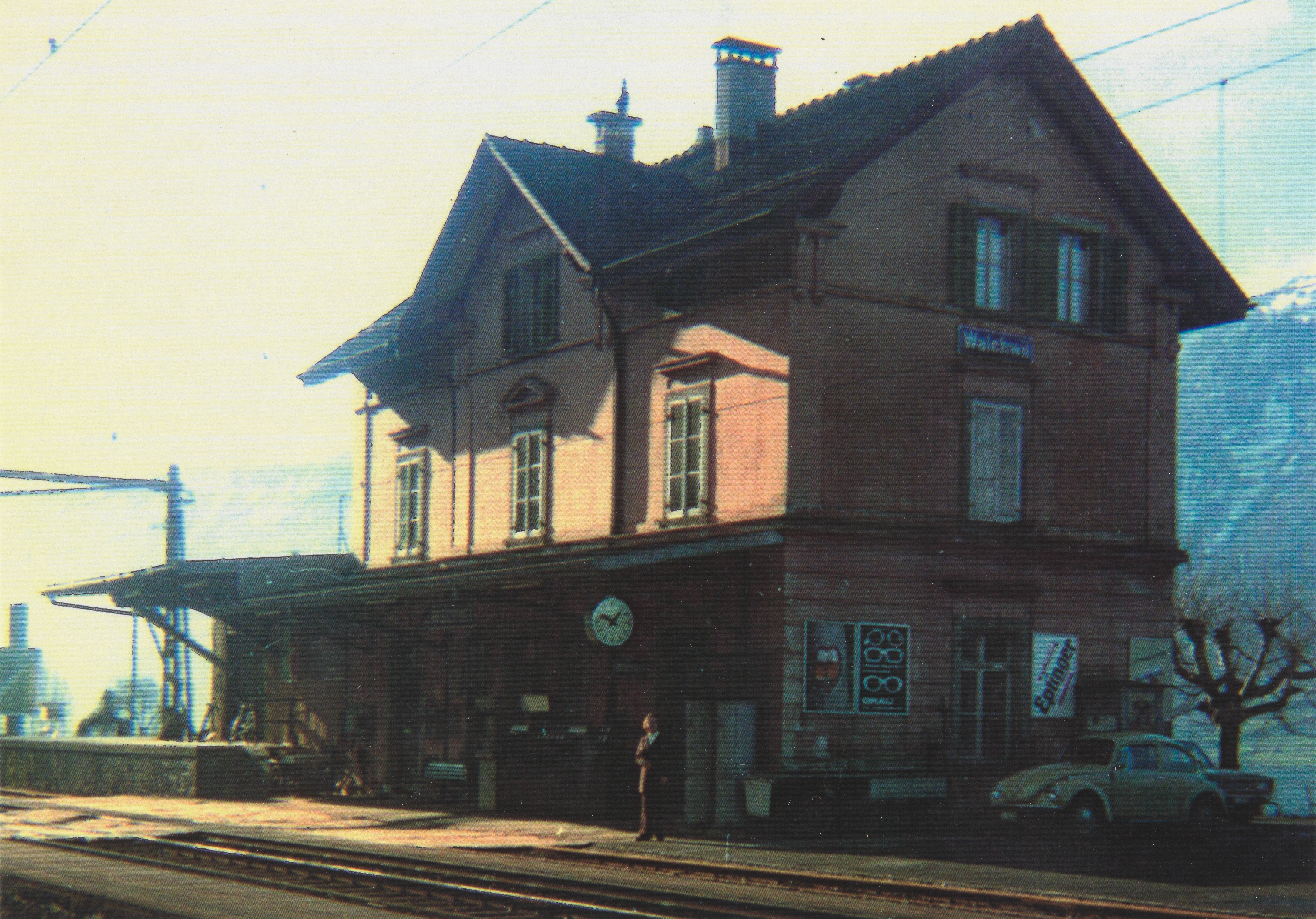
Damaliges Stationsgebäude mit Güterschuppen, Bahnseite (ca. 1973)

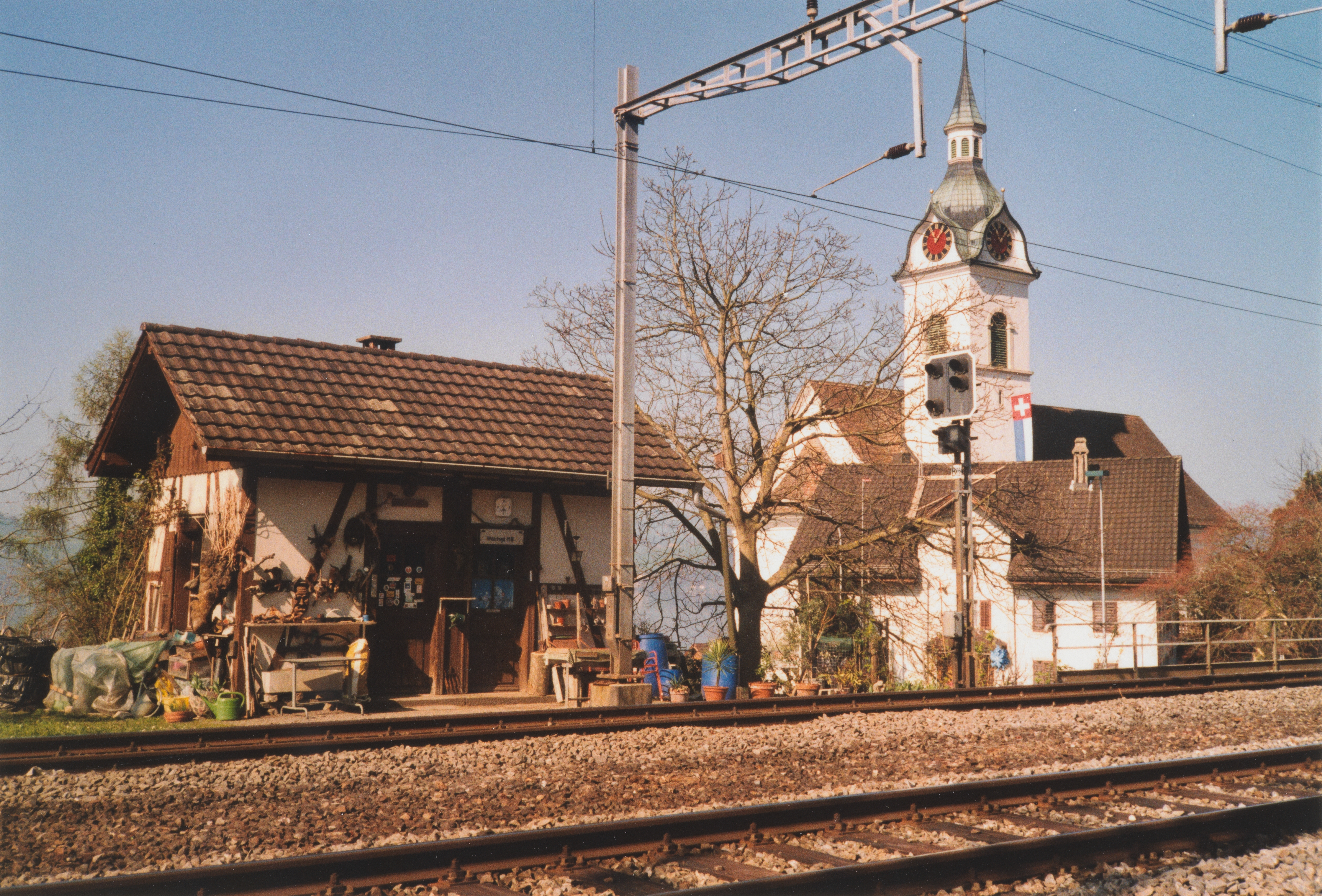
1912 erbautes, ehemaliges Dienstgebäude (2002)

Der an der eingleisigen Strecke zwischen Zug und Arth-Goldau liegende Bahnhof bietet die Möglichkeit, auf rund 450 Metern Züge zu kreuzen. Seit 2010 ist dies ebenfalls in Zug Oberwil möglich.
Die zwei Hauptgleise des Bahnhofs liegen an einem gemeinsamen, rund 320 Meter langen Mittelbahnsteig und werden als Gleise 2 und 3 bezeichnet. Das am Bahnhofsgebäude liegende Gleis 1 ist als Stumpfgleis ausgeführt und wird fahrplanmässig nicht benutzt.
Das Empfangsgebäude umfasst Einrichtungen wie Toiletten und Räume der örtlichen Spielgruppe. An der Einfahrweiche Seite Oberwil befindet sich ein altes Bahnwärterhäuschen, welches von einer Privatperson bewirtschaftet wird.

## Betrieb
Der Bahnhof wird fast ausschliesslich von der S2 der Stadtbahn Zug bedient, welche zwischen Baar Lindenpark und Walchwil im Halbstundentakt und stündlich bis Erstfeld verkehrt.
- S 2 Baar Lindenpark–Zug–Zug Oberwil–Walchwil (–Arth-Goldau–Erstfeld)

### Busverkehr
Auf dem Bahnhofsvorplatz befindet sich eine Bushaltestelle, welche von de Linien 605 (Walchwil–Zug) und 626 (Ortsbus Walchwil) der Zugerland Verkehrsbetriebe bedient.